# Sala de autopsias número 4
"Sala de autopsias número 4" es el primer relato corto de la colección Todo es eventual: 14 relatos oscuros de Stephen King. Fue adaptado en un cortometraje de la serie de televisión Pesadillas de Stephen King con el mismo título el año 2006, y protagonizada por Richard Thomas .

## Trama
Howard Cottrell despierta de una especie de pérdida de conocimiento para encontrarse inmóvil en una sala de autopsias. Mientras los doctores se preparan, Howard trata de descubrir qué está ocurriendo. Luego de darse cuenta de que no está muerto, deduce que está paralizado, y lucha desesperadamente por demostrárselo a los doctores intentando gritar antes de que lo abran.
Mientras preparan el cuerpo, la doctora a cargo, Katie Arlen, descubre algunas pequeñas heridas en la zona de sus muslos. Cuando está examinando esto, otro doctor entra a la sala para informar que Howard está, en realidad, vivo. Katie mira hacia abajo - mientras agarra el pene de Howard, y descubre que este tiene una erección.
En una nota después del relato, Howard explica que fue mordido por un extraño tipo de serpiente, lo cual causó la parálisis. Supieron que estaba vivo cuando otro doctor encontró la serpiente en su bolso de golf y fue mordido, causando una parálisis igual a la del supuesto cadáver. Howard agrega que durante un tiempo estuvo saliendo con Katie, pero terminaron debido a una "incompatibilidad sexual": él sufría de impotencia a menos que ella llevara guantes de látex.

## Nota
Supuestamente Howard fue mordido por una serpiente llamada boomslang peruana. Sin embargo, las boomslang solo viven en África; la palabra significa literalmente "serpiente de árbol" en afrikáans. En su nota al final, King dice que tomó el nombre de Agatha Christie; la serpiente apareció en uno de sus libros de Hércules Poirot.

## Aparición de Howard en otras novelas
Dick Hallorann se encuentra con Howard en los años 70 cuando se dirigía al Hotel Overlook durante una fuerte nevada. Sucesos ocurridos en El Resplandor.

## Impacto en la música
La canción «Autopsia» del álbum Cuando el cielo pierda su color de la banda de rock alternativo venezolana Sin Dirección está inspirada en el relato. 